# أرماند بيرتون
أرماند بيرتون (بالفرنسية: Armand Berton)‏ هو رسام توضيحي ورسام فرنسي، ولد في 16 سبتمبر 1854 في باريس في فرنسا، وتوفي بنفس المكان في 29 سبتمبر 1927.